# Eyguians
Eyguians est une ancienne commune française située dans le département des Hautes-Alpes en région Provence-Alpes-Côte d'Azur, devenue, le 1er janvier 2016, une commune déléguée de la commune nouvelle de Garde-Colombe.

## Géographie
Le village est situé sur la route départementale 1075 (ancienne route nationale 75) reliant Sisteron à Grenoble, à cinq kilomètres au nord de Laragne-Montéglin. La commune fait partie du Parc naturel des Baronnies provençales créé en 2014.

## Toponymie
Eyguians est la francisation du Aiguians haut-alpin.
C'est en 523 que nous retrouvons Eyguians cité dans un Motu Proprio de sa sainteté Jean Ier. Le Pape, dans sa lutte contre le paganisme y dénonce le culte de sanctus Aquinus dénoncé comme horrible culte païen définit par un Horribilus Paganismus et interdit l'usage de mot Saint lié à ce patronyme ; ce document est conservé aux Archives Vaticanes. Cette appellation ancienne nous permet d'éclaircir l'origine du toponyme qui serait donc soit un prénom, soit un cognomen sans doute lié à l'heureux propriétaire d'une villa gallo-romaine ayant existé en ces lieux.
Le nom de la localité est attesté sous la forme latine Lacquatium dès 739.

## Histoire
En 1711, le seigneur est Olympe AUTARD de BRAGARD, Dame d'Eyguians, fille de Cyrus et Catherine de FLOTTE MONTAUBAN.
Elle est l'épouse d'Albert Guillaume de HAUTE PORTE LE JOSNE de CONTRAY. Leur fille Madeleine épousera François de LAGET.
Née vers 1643, elle meurt le 13/2/1737 à Eyguians où elle est inhumée dans l'église Saint-Madeleine qui jouxte l'ancien cimetière du vieux village.

## Politique et administration
| Période                                  | Période   | Identité          | Étiquette | Qualité          |
| ---------------------------------------- | --------- | ----------------- | --------- | ---------------- |
| Les données manquantes sont à compléter. |           |                   |           |                  |
| mars 2001                                | mars 2008 | Monique Rouy      | PS        |                  |
| mars 2008                                | mars 2014 | Stéphanie Bouvier |           |                  |
| mars 2014                                | En cours  | Damien Duranceau  | DVD       | Agent immobilier |

## Démographie
L'évolution du nombre d'habitants est connue à travers les recensements de la population effectués dans la commune depuis 1793. À partir du 1er janvier 2009, les populations légales des communes sont publiées annuellement dans le cadre d'un recensement qui repose désormais sur une collecte d'information annuelle, concernant successivement tous les territoires communaux au cours d'une période de cinq ans. 
Pour les communes de moins de 10 000 habitants, une enquête de recensement portant sur toute la population est réalisée tous les cinq ans, les populations légales des années intermédiaires étant quant à elles estimées par interpolation ou extrapolation. Pour la commune, le premier recensement exhaustif entrant dans le cadre du nouveau dispositif a été réalisé en 2005,.
En 2013, la commune comptait 229 habitants, en évolution de −5,76 % par rapport à 2008 (Hautes-Alpes : +2,98 %, France hors Mayotte : +2,49 %).
| 1793 | 1800 | 1806 | 1821 | 1831 | 1836 | 1841 | 1846 | 1851 |
| ---- | ---- | ---- | ---- | ---- | ---- | ---- | ---- | ---- |
| 162  | 142  | 187  | 142  | 141  | 127  | 133  | 130  | 131  |

| 1856 | 1861 | 1866 | 1872 | 1876 | 1881 | 1886 | 1891 | 1896 |
| ---- | ---- | ---- | ---- | ---- | ---- | ---- | ---- | ---- |
| 136  | 120  | 149  | 117  | 152  | 179  | 195  | 175  | 166  |

| 1901 | 1906 | 1911 | 1921 | 1926 | 1931 | 1936 | 1946 | 1954 |
| ---- | ---- | ---- | ---- | ---- | ---- | ---- | ---- | ---- |
| 181  | 159  | 155  | 160  | 167  | 192  | 196  | 199  | 205  |

| 1962 | 1968 | 1975 | 1982 | 1990 | 1999 | 2005 | 2010 | 2013 |
| ---- | ---- | ---- | ---- | ---- | ---- | ---- | ---- | ---- |
| 256  | 227  | 213  | 191  | 203  | 237  | 256  | 232  | 229  |

## Culture locale et patrimoine

### Héraldique
| Blason de Eyguians | Blason  | Parti : au 1er d'argent au lion contourné de gueules, au 2e d'argent au lion de gueules.           |
| Blason de Eyguians | Détails | Le statut officiel du blason reste à déterminer.                                                   |
| Blason de Eyguians | Alias   | D'argent à deux lions affrontés de gueules, tenant une serre d’aigle de sable en pal vers le chef. |